# Бекмырза, Ануар Жарасулы
Ануар Жарасулы Бекмырза (каз. Әнуар Жарасұлы Бекмырза; род. 7 мая 2001, Жетыбай) — казахстанский футболист, защитник клуба «Каспий».

## Карьера
Воспитанник мангистауского футбола. Футбольную карьеру начинал в 2020 году в составе клуба «Каспий-М» во второй лиге. 8 мая 2022 года в матче против клуба «Актобе» дебютировал в казахстанской Премьер-лиге (2:0), выйдя на замену на 92-й минуте вместо Максата Тайкенова.

## Статистика
| Игровая карьера | Игровая карьера | Игровая карьера | Лига | Лига | Кубок | Кубок | Межд. | Межд. | Др. | Др. |
| --------------- | --------------- | --------------- | ---- | ---- | ----- | ----- | ----- | ----- | --- | --- |
| 2020            | Каспий-М        | В               | 3    | 0    | —     | —     | —     | —     | —   | —   |
| 2021            | Каспий          | А               | —    | —    | —     | —     | —     | —     | —   | —   |
| 2021            | Каспий-М        | В               | 18   | 3    | —     | —     | —     | —     | —   | —   |
| 2022            | Каспий          | А               | 1    | 0    | 3     | 0     | —     | —     | —   | —   |